# Eerste Concilie van Nicea

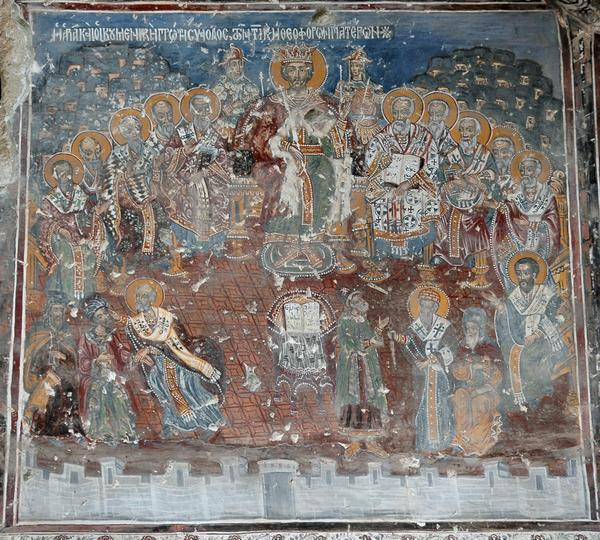
Het Concilie van Nicea. Fresco uit het Sümelaklooster, nabij Trabzon, Turkije

Het Eerste Concilie van Nicea was een concilie van christelijke bisschoppen die bijeengeroepen waren in Nicea in Bithynië (het hedendaagse İznik in Turkije) door de Romeinse keizer Constantijn I in 325. Dit eerste oecumenisch concilie was de eerste poging om consensus te bereiken in de Kerk door middel van een vergadering die het hele christendom vertegenwoordigde.
De belangrijkste resultaten van dit concilie waren de regeling van de christologische kwestie betreffende de aard van Jezus en zijn relatie met God de Vader en de Heilige Geest, de opstelling van het eerste deel van de geloofsbelijdenis van Nicea-Constantinopel, het regelen van de datumberekening van Pasen en de afkondiging van het vroege canoniek recht.

## Voorgeschiedenis
De voornaamste aanleiding tot het bijeenroepen van het concilie was de onrust die was ontstaan door de verspreiding van de leer van Arius. Arius was een Alexandrijns priester, die stelde dat Christus niet werkelijk gelijk aan God was, maar geschapen zou zijn door de Vader. Deze leer werd sterk veroordeeld door Alexander, de bisschop van Alexandrië en zijn secretaris, de latere bisschop Athanasius. Enkele bisschoppen, zoals Eusebius van Caesarea en andere bisschoppen in Palestina, steunden Arius echter en de onrust verspreidde zich over het Oosten van het Romeinse Rijk. 
In een poging deze onrust eens en voor altijd de kop in te drukken riep keizer Constantijn de Grote samen met Ossius van Córdoba een concilie te Nicea bijeen, waarbij alle bisschoppen waren uitgenodigd. Hier moesten de bisschoppen over Arius en zijn leer oordelen. Ook moest er een universele manier worden bepaald om de datum voor de Paasviering vast te stellen.

## Concilie
Van 20 mei tot en met 25 juli 325 kwamen 318 bisschoppen bijeen te Nicea om over het arianisme te oordelen. Op papier werd het concilie voorgezeten door de keizer zelf, maar de facto was Ossius van Córdoba de voorzitter. Athanasius, diaken Alexander van Alexandrië, voerde het hoogste woord, gesteund door Alexander van Constantinopel.
Er werd een geloofsbelijdenis aangenomen waarin staat dat Christus homoousios, van dezelfde substantie, is als de Vader en dus ook waarlijk God is. Slechts twee bisschoppen weigerden dit te aanvaarden, en enkele anderen onder voorbehoud, omdat ze bang waren dat acceptatie van het woord homoousios modalisme zou behelzen.
Tijdens dit concilie werd ook de datum van Pasen vastgelegd; het werd de eerste zondag ná de volle maan ná de lente-equinox. Christenen die vasthielden aan de joodse berekeningswijze, gelijk dus aan het begin van Pesach, werden quartodecimanen genoemd. Ook werd er een aantal disciplinaire canons opgesteld. Daarnaast werd de autoriteit van Rome, Alexandrië en Antiochië door het concilie erkend.

## Nasleep
Het arianisme stierf na het eerste concilie van Nicea niet direct uit, maar groeide integendeel aanvankelijk alleen nog maar meer. Enkele Oost-Romeinse keizers, met name Constantius II en Valens waren zelf Arianen en begunstigden het Arianisme. In die tijd werden Arianen in het Oosten bevoordeeld en werden orthodoxe bisschoppen soms vervolgd en verbannen. 
Vanaf het eerste begin van het christendom werd niet alleen binnen het Romeinse rijk maar ook daarbuiten al zending bedreven door christelijke predikers. Precies in die periode, in het midden van de vierde eeuw, bekeerde een groot aantal Germaanse stammen buiten het Romeinse Rijk, zoals de Visigoten en de Vandalen zich tot het Arianisme, dat toen gepredikt werd onder de 'barbaarse' stammen door Ariaans-christelijke zendelingen. In de vierde eeuw keerde een groot aantal Kerkvaders, gesteund door onder andere de machtige orthodox-katholieke keizer Theodosius I, zich fel tegen het Arianisme, zoals Basilius van Caesarea en Gregorius van Nazianze in het Oosten en Ambrosius van Milaan in het Westen. 
Na het Concilie van Constantinopel I in 381 verdween het Arianisme goeddeels in het Oosten, maar in het Westen bleef het nog lange tijd bestaan, vooral doordat in het West-Romeinse Rijk en zijn opvolgers stammen als de Visigoten, Vandalen en Ostrogoten nog lang invloedrijk bleven. Pas in het begin van de zevende eeuw bekeerden als laatsten de Visigotische koningen in Hispania zich tot het rooms-katholieke geloof.